# Campeonato Baiano 2001
In 2001 werd het 97ste Campeonato Baiano gespeeld voor voetbalclubs uit de Braziliaanse staat Bahia. De competitie werd gespeeld van 21 januari tot 14 juni en werd georganiseerd door de FBF. Bahia werd kampioen.
Vitória en Bahia deden niet mee aan het eerste toernooi omdat ze deelnamen aan de Copa Norte.

## Eerste toernooi
De top twee speelde de finale. 
| Plaats | Club                   | Wed. | W | G | V  | Saldo | Ptn. |
| ------ | ---------------------- | ---- | - | - | -- | ----- | ---- |
| 1.     | Juazeiro               | 14   | 8 | 4 | 2  | 35:25 | 28   |
| 2.     | Poções                 | 14   | 7 | 4 | 3  | 33:25 | 25   |
| 3.     | Camaçari               | 14   | 6 | 4 | 4  | 28:21 | 22   |
| 4.     | Fluminense de Feira    | 14   | 5 | 6 | 3  | 19:17 | 21   |
| 5.     | Colo Colo              | 14   | 5 | 5 | 4  | 29:28 | 20   |
| 6.     | Barreiras              | 14   | 4 | 6 | 4  | 18:19 | 18   |
| 7.     | Atlético de Alagoinhas | 14   | 3 | 2 | 9  | 18:31 | 11   |
| 8.     | Cruzeiro               | 14   | 1 | 3 | 10 | 16:30 | 6    |

|  | Geplaatst voor tweede fase |

|                 |          |       |        |  |
| 29 april Finale | Juazeiro | 2 – 0 | Poções |  |
| 29 april Finale |          |       |        |  |

## Tweede toernooi

### Groep A
| Plaats | Club                | Wed. | W | G | V | Saldo | Ptn. |
| ------ | ------------------- | ---- | - | - | - | ----- | ---- |
| 1.     | Bahia               | 8    | 4 | 0 | 4 | 21:15 | 12   |
| 2.     | Colo Colo           | 8    | 2 | 5 | 1 | 10:9  | 11   |
| 3.     | Barreiras           | 8    | 2 | 2 | 4 | 10:14 | 8    |
| 4.     | Fluminense de Feira | 8    | 2 | 1 | 5 | 9:17  | 7    |

|  | Geplaatst voor knock-outfase |

### Groep B
| Plaats | Club     | Wed. | W | G | V | Saldo | Ptn. |
| ------ | -------- | ---- | - | - | - | ----- | ---- |
| 1.     | Vitória  | 8    | 5 | 1 | 2 | 16:6  | 16   |
| 2.     | Juazeiro | 8    | 5 | 1 | 2 | 20:15 | 16   |
| 3.     | Camaçari | 8    | 3 | 1 | 4 | 10:15 | 10   |
| 4.     | Poções   | 8    | 1 | 5 | 2 | 9:14  | 8    |

|  | Geplaatst voor knock-outfase |

## Knock-outfase
In geval van gelijke stand gaat de club met het beste resultaat in de competitie door.
|  | Halve finale | Halve finale | Halve finale |   |          | Finale | Finale | Finale |
|  |              |              |              |   |          |        |        |        |
|  | Juazeiro     | 2            | 1            |   |          |        |        |        |
|  | Vitória      | 1            | 0            |   |          |        |        |        |
|  | Vitória      | 1            | 0            |   | Juazeiro | 1      | 1      |        |
|  |              |              |              |   | Juazeiro | 1      | 1      |        |
|  |              | Bahia        | 1            | 3 |          |        |        |        |
|  | Colo Colo    | Bahia        | 1            | 3 | 0        | 0      |        |        |
|  | Colo Colo    |              |              |   | 0        | 0      |        |        |
|  | Bahia        | 3            | 3            |   |          |        |        |        |

Details finale
|              |           |       |             |                                                      |
| 10 juni Heen | Bahia     | 1 – 1 | Juazeiro    | Estádio da Fonte Nova, Salvador Toeschouwers: 23.007 |
| 10 juni Heen | Ramos 38' |       | 46' Hailton | Estádio da Fonte Nova, Salvador Toeschouwers: 23.007 |

|               |             |       |                                          |                                                      |
| 14 juni Terug | Juazeiro    | 1 – 3 | Bahia                                    | Estádio Adauto Moraes, Juazeiro Toeschouwers: 12.120 |
| 14 juni Terug | Hailton 77' |       | 7' Vagner 19' Marcus Vinícius 64' Róbson | Estádio Adauto Moraes, Juazeiro Toeschouwers: 12.120 |

### Kampioen
| Campeonato Baiano de 2001 |
| ------------------------- |
| BAHIA 43º Titel           |